# 曹文彥
曹文彥，教育家。国立中央大学法学學士。1958年任中華民國駐美大使館文化參事，曾任中華民國教育部國際文化教育處處長、東吳大學校長（理學院院長）等職。